# 半麻孔派克花介
半麻孔派克花介（学名：Pacambocythere mediopunctata）为粗面介科派克花介屬下的一个种。